# Оставь мир позади
«Оставь мир позади» (англ. Leave The World Behind) — художественный фильм 2023 года режиссёра Сэма Эсмэйла, экранизация одноимённого романа Румаана Алама с Джулией Робертс, Махершалой Али и Итаном Хоуком в главных ролях. Его релиз прошёл на Netflix. Картина получила неоднозначные отзывы критиков.

## Сюжет
Литературной основой сценария стал роман Румаана Алама «Оставь мир позади», опубликованный в 2020 году. Главные герои — супруги с двумя детьми, которые решают провести отпуск в арендованном доме в удалённой части Лонг-Айленда. Хозяева дома, мужчина с дочерью, внезапно возвращаются и рассказывают, что в Нью-Йорке произошла катастрофа. С этого момента все герои вынуждены держаться вместе, а вокруг начинают происходить странные вещи. Исчезают связь и интернет, появляются огромные стада оленей, в бассейн прилетают фламинго. Герои видят листовки на разных языках, по другую сторону залива в Нью-Йорке раздаются взрывы.
Две семьи поначалу ссорятся, но герои вынуждены оставаться в доме вместе и искать общий язык. Хозяин дома, связанный с работой на правительство, предполагает, что в стране реализуется план по захвату власти: за отключением коммуникаций и информационной атакой должен последовать государственный переворот, который местное население осуществит само. Герои решают укрыться в бункере по соседству. В финальной сцене дочь главных героев Роуз, уехавшая на велосипеде, находит пустой соседский дом, а в нём — обустроенный бункер с запасами и генератором. Она находит коллекцию DVD и садится к телевизору смотреть финальный эпизод сериала «Друзья».
Фильм снят достаточно близко к первоисточнику, но есть существенные различия. Спутница хозяина дома превратилась из жены во взрослую дочь (это изменение режиссёр считал наиболее важным). В фильме дано больше объяснений и гипотез, которые касаются причин начавшихся бедствий. Заметно отличается финал, хотя в обоих случаях он открытый и непохожий на хеппи-энд. В фильме важную роль играет сериал «Друзья»: Роуз с самого начала хочет непременно посмотреть финальную серию. Автор романа Алам назвал концовку фильма с эпизодом «Друзей» и весёлой песней из заставки «толикой юмора», которая сглаживает недосказанность судьбы героев и оставляет надежду.

## В ролях
- Джулия Робертс — Аманда
- Махершала Али — Джордж
- Итан Хоук — Клэй
- Майхала Херрольд — Рут
- Фарра Маккензи — Роуз
- Чарли Эванс — Арчи
- Кевин Бейкон — Дэнни

## Создание и релиз
Роман Руумана Алама стал известен как потенциальный бестселлер летом 2020 года, ещё до публикации. На право экранизировать его претендовали Netflix, Apple Studios, Metro-Goldwyn-Mayer и другие студии. По итогам аукциона сделку заключил Netflix. Сценаристом и режиссёром стал Сэм Эсмэйл, он же спродюсировал картину вместе с Чэдом Хэмильтоном. Главные роли получили Джулия Робертс (с гонораром $25 млн), и Дензел Вашингтон, но позже место Вашингтона занял Махершала Али. В январе 2022 года к актёрскому коллективу присоединились Райан Армстронг и Чарли Эванс. Райан Армстронг позже заменила Фарра Маккензи. Перед началом производства, в январе 2022 года, роли получили Итан Хоук и Майхала Херрольд.
Исполнительными продюсерами картины стали Барак и Мишель Обамы. Они представляли продюсерскую компанию Higher Ground Productions, заключившую контракт с Netflix в 2018 году. «Оставь мир позади» и «Растин» стали первыми игровыми фильмами в рамках этого контракта, до этого компания Обамы спродюсировала несколько документальных картин. Этот выбор критиковали в индустрии, полагая, что Netflix больше озабочен громкими именами, чем реальным опытом работы и качеством. По словам Эсмэйла, Барак Обама лично прокомментировал сценарий и сделал несколько уточнений, связанных с раскрытием образов главных героев.
Съёмки прошли в апреле-мае 2022 года в разных локациях штата Нью-Йорк. Сцены в лесу были сняты в Roosevelt State Park (округ Уэстчестер). Для съёмок скауты фильма нашли дом под названием Open Corner архитектурной студии The Up Studio на Лонг-Айленде. Его интерьеры были частично воспроизведены в павильонах студии. Художник-постановщик Анастейша Уайт решила, что интерьер дома должен быть ближе к холодным цветам, чтобы усилить предчувствие катастрофы. Соответствующим образом были подобраны и картины на стенах. С участием CGI-специалистов были созданы образы оленей и сцена с пробкой из потерявших управление автомобилей Tesla.
Постпроизводство картины закончилось в сентябре 2023. Премьера состоялась 25 октября на фестивале AFI film fest (актёрский ансамбль не смог её посетить из-за забастовки). В ноябре фильм вышел в ограниченный театральный прокат, 8 декабря он появился на Netflix. 4-10 декабря фильм возглавил чарт Netflix, его посмотрели 41,7 млн зрителей.

## Оценки
Специалисты отмечают, что Netflix в 2020-х годах традиционно выпускает к Рождеству фильмы в популярном жанре капостапокалиптики. «Оставь мир позади» продолжил тенденцию, причём в этой картине катастрофа показана глазами обывателя, история рассказывается в камерном стиле.
Фильм получил противоречивые оценки критиков. Стивен Барбер (Hollywood Reporter) отметил общее техническое мастерство, работу художника-постановщика. Роберт Дэниелс высоко оценил работу оператора, но признал, что режиссёр иногда чересчур увлекается движениями камеры. Питер Дебрюж (Variety) счёл, что в картине слишком много заимствований: основная сюжетная линия явно отсылает к Шьямалану и его «Стуку в дверь», расовые трения между героями — к картине «Прочь», сцена на пляже — к «Челюстям». Обозреватель NY Times Алиса Уилкинсон в целом оценила фильм негативно, выделив неубедительный для большого хронометража саспенс, который не удерживает внимание зрителя. Она написала, что «картина идёт словно по списку всех недостатков Америки, хотя и справедливых, бросая их без разбора в зрителя, будто выясняя, сможет ли он согласиться хоть с одним пунктом». По мнению Уилкинсон, в фильме много «чрезмерно напряжённых диалогов», а «отстранённая работа оператора с верхними планами и полётами в космос, намекающими, что за персонажами кто-то наблюдает, не подкреплена нарративом».
Актёрскую игру в фильме критики восприняли позитивно. Питер Дебрюж констатировал, что Джулии Робертс давно не доставался столь противоречивый персонаж.
Елена Зархина («Форбс») увидела в «Оставь мир позади» проявление характерной для 2020-х годов тенденции к психологизации постапокалиптики. Обозреватель «РБК» Тимур Алиев отметил, что «При всей вторичности картина Сэма Эсмейла по-своему увлекательна и, страшно сказать, реалистична», хотя и получилась несколько затянутой. Егору Козкину («Фильм.ру») фильм показался «нудной конспирологической зарисовкой». По его мнению, режиссёр «силится обрисовать пророческую — или библейскую — картину вселенской разобщённости, однако с бесстыдным хронометражем в 140 минут успевает наметить лишь план действий и внутри лежащие конфликты, но не их реализацию».
«Оставь мир позади» получил три номинации на премию People’s Choice Awards 2024 года: "Лучший драматический фильм, «Лучшая женская роль» (Джулия Робертс), «Лучшая женская роль в драматическом кино» (Джулия Робертс).